# Melikertes

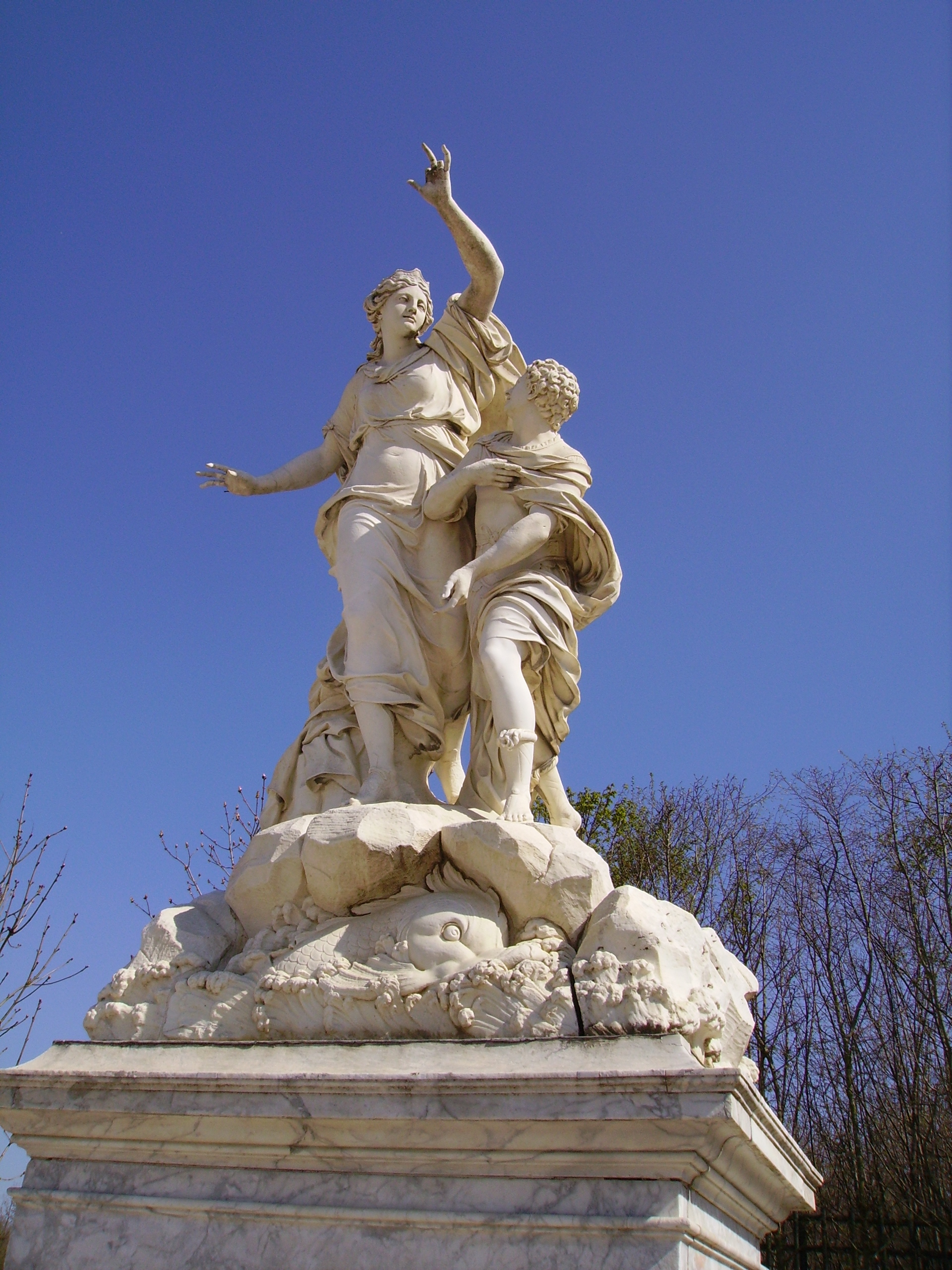
Ino und Melikertes (Plastik von Pierre Granier im Park von Schloss Versailles)

Melikertes (altgriechisch Μελικέρτης Melikértēs) war der Sohn des Athamas und der Ino, Tochter des Kadmos. Melikertes wird von seiner von Hera mit Wahnsinn geschlagenen Mutter in einen Kessel mit siedendem Wasser geworfen. Als die Mutter wieder zu Sinnen kommt, stürzt sie sich mit dem Leichnam des Sohnes (der Sage nach vom molurischen Felsen bei Megara) ins Meer. Beide werden zu Meergöttern verwandelt: Ino wird Leukothea, Melikertes wird zu Palaimon, der auf einem Delfin reitend die Schiffe sicher in den Hafen geleitet. In der römischen Mythologie wurden Leukothea und Palaimon mit Mater Matuta und Portunus gleichgesetzt.
Nach Nonnos (Dionysiaka 5,556) war Melikertes der Milchbruder des Dionysos. Das sei auch der Grund für seine Vergöttlichung und die seiner Mutter gewesen.
Dem Melikertes zu Ehren wurden die Isthmien von Korinth gefeiert.